# Вендроґув
Вендроґув (пол. Wędrogów) — село в Польщі, у гміні Ковеси Скерневицького повіту Лодзинського воєводства.
Населення — 119 осіб (2011).
У 1975-1998 роках село належало до Скерневицького воєводства.

## Демографія
Демографічна структура станом на 31 березня 2011 року:
|          | Загалом | Допрацездатний вік | Працездатний вік | Постпрацездатний вік |
| -------- | ------- | ------------------ | ---------------- | -------------------- |
| Чоловіки | 62      | 11                 | 41               | 10                   |
| Жінки    | 57      | 6                  | 32               | 19                   |
| Разом    | 119     | 17                 | 73               | 29                   |